# Eparchia petersburska
Eparchia petersburska – jedna z eparchii Rosyjskiego Kościoła Prawosławnego, z siedzibą w Petersburgu. Jej obecnym ordynariuszem jest metropolita petersburski i ładoski Warsonofiusz (Sudakow), zaś funkcję katedry pełni sobór Kazańskiej Ikony Matki Bożej w Petersburgu.

## Rys historyczny
Bezpośrednio po powstaniu Petersburga organizowane na jego terenie struktury Rosyjskiego Kościoła Prawosławnego były zarządzane przez Petersburski Obwód Synodalny, podlegający bezpośrednio Świątobliwemu Synodowi Rządzącemu poprzez wydelegowanych namiestników. W 1742 powstała samodzielna eparchia petersburska, obejmująca część dawnych ziem eparchii nowogrodzkiej i pskowskiej. W 1775 połączono ją z eparchią nowogrodzką. W 1799 decyzja ta została cofnięta. W 1801 ponownie dokonano połączenia administratur, by podzielić je na krótko w 1818 i w 1848, zaś definitywnie w 1892.
Od 1746 ordynariusze eparchii otrzymywali każdorazowo godność arcybiskupów, zaś od 1783 – metropolitów.
W 1912 w eparchii działały 764 cerkwie i 1531 kaplic oraz 14 monasterów z 25 placówkami filialnymi. W 2002 w skład eparchii wchodziło 287 parafii, 89 cerkwi filialnych oraz 109 kaplic.
W 2013 z eparchii wydzielone zostały trzy nowe administratury: eparchia wyborska, eparchia tichwińska oraz eparchia gatczyńska.

### Biskupi petersburscy[3]

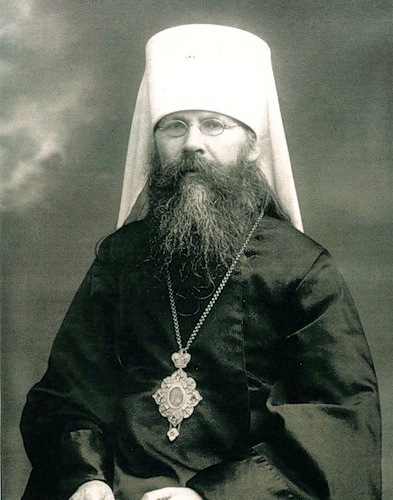
Beniamin (Kazanski), metropolita piotrogrodzki w latach 1917–1922, święty nowomęczennik

- biskup petersburski i szlisseburski Nikodem (Skrebnicki), 1742–1745
- arcybiskup petersburski i szlisseburski Teodozjusz (Jankowski), 1745–1750
- arcybiskup petersburski i szlisseburski Sylwester (Kulabka), 1750–1761
- arcybiskup petersburski i szlisseburski Beniamin (Pucek-Hryhorowicz), 1761–1762
- arcybiskup petersburski i szlisseburski Gabriel (Kremenecki), 1762–1770
- arcybiskup petersburski i rewelski, następnie metropolita nowogrodzki i petersburski Gabriel (Pietrow-Szaposznikow), 1770–1799
- metropolita nowogrodzki, petersburski, estoński i wyborski; następnie nowogrodzki, petersburski, estoński i fiński Ambroży (Podobiedow), 1799–1818
- metropolita nowogrodzki, petersburski, estoński i fiński Michał (Diesnicki), 1818–1821
- metropolita nowogrodzki, petersburski, estoński i fiński Serafin (Głagolewski), 1821–1843
- metropolita nowogrodzki, petersburski, estoński i fiński Antoni (Rafalski), 1843–1848
- metropolita nowogrodzki, petersburski, estoński i fiński Nikanor (Klementiewski), 1848–1856
- metropolita nowogrodzki, petersburski, estoński i fiński Grzegorz (Postnikow), 1856–1860
- metropolita nowogrodzki, petersburski, estoński i fiński; następnie nowogrodzki, petersburski i fiński Izydor (Nikolski), 1860–1892
- metropolita petersburski i fiński; następnie petersburski i ładoski Palladiusz (Rajew-Pisariew), 1892–1898
- metropolita petersburski i ładoski Antoni (Wadkowski), 1892–1912
- metropolita petersburski i ładoski Włodzimierz (Bogojawleński), 1912–1915
- metropolita piotrogrodzki i gdowski Pitirim (Oknow), 1915–1917
- metropolita piotrogrodzki i gdowski Beniamin (Kazanski), 1917–1922
- metropolita leningradzki Józef (Pietrowych), 1926–1927
- metropolita leningradzki i gdowski Serafin (Cziczagow), 1928–1933
- metropolita leningradzki; następnie leningradzki i nowogrodzki Aleksy (Simanski), 1933–1945
- metropolita leningradzki i nowogrodzki Grzegorz (Czukow), 1945–1955
- metropolita leninigradzki i nowogrodzki Eleuteriusz (Woroncow), 1955–1959
- metropolita leningradzki i nowogrodzki Pitirim (Swiridow), 1959–1960
- metropolita leningradzki i nowogrodzki Guriasz (Jegorow), 1960–1961
- metropolita leningradzki i nowogrodzki Pimen (Izwiekow), 1961–1963
- metropolita leningradzki i nowogrodzki Nikodem (Rotow), 1963–1978
- metropolita leningradzki i nowogrodzki Antoni (Mielnikow), 1978–1986
- metropolita leningradzki i nowogrodzki Aleksy (Ridigier), 1986–1990
- metropolita leningradzki i ładoski Jan (Snyczow), 1990–1995
- metropolita petersburski i ładoski Włodzimierz (Kotlarow), 1995–2014
- metropolita petersburski i ładoski Warsonofiusz (Sudakow), od 2014

## Struktura
W 2020 eparchia prowadziła 271 parafii w 24 dekanatach, z czego 10 na terenie samego Petersburga. Działają dekanaty admirałtiejski, centralny, frunzeński, kaliniński, kirowski, kołpiński, krasnogwardiejski, krasnosielski, kronsztadzki, kurortny, moskiewski, newski, nowoładoski, piotrogrodzki, pietrodworcowy, primorski, puszkiński, wasileostrowski, wyborski. W osobnych dekanatach zgrupowane są cerkwie otwarte przy szkołach wyższych, jednostkach wojskowych, więzieniach, instytucjach pomocy społecznej oraz monastery.
Pod zarządem metropolity petersburskiego pozostaje zespół szkół teologicznych tworzony przez seminarium i Akademię Duchowną w Petersburgu.

## Monastery

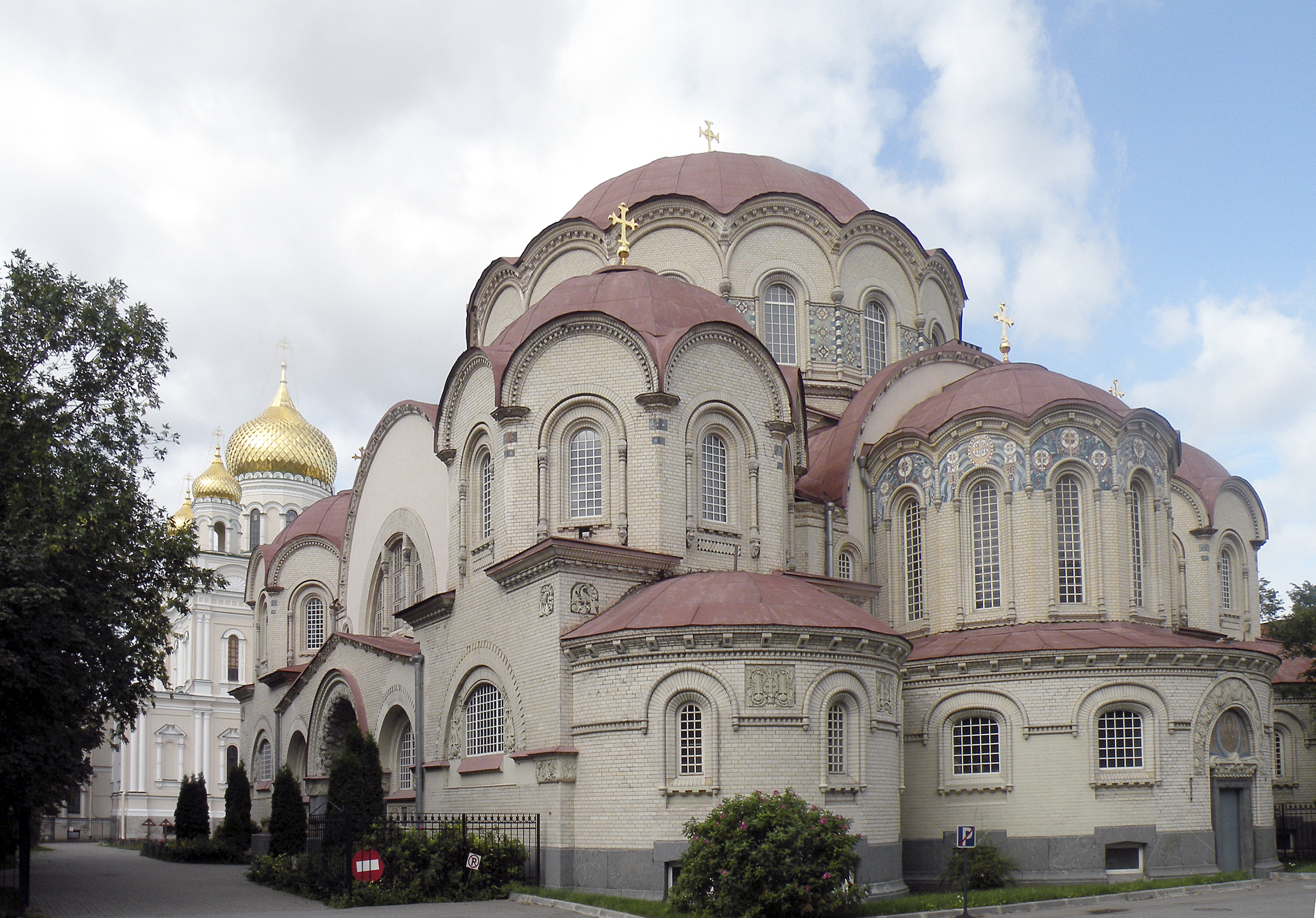
Monaster Nowodziewiczy w Petersburgu

W 2014 metropolicie petersburskiemu podlegały następujące klasztory:
- Ławra św. Aleksandra Newskiego w Petersburgu, męska
- Nadmorska Pustelnia Trójcy Świętej i św. Sergiusza z Radoneża, męska
- Nowodziewiczy Monaster Zmartwychwstania Pańskiego w Petersburgu, żeński
- Monaster Świętych Konstantyna i Heleny w Leninskim, żeński